# Fostul derbi al Ploieștiului
Fostul derbi al Ploieștiului a fost numele dat în fotbal oricărui meci dintre cluburile românești Petrolul Ploiești și Astra Giurgiu.

## Context și istorie
Niciuna dintre echipe nu a jucat continuu în orașul Ploiești de la începuturi; Astra a fost fondată în 1921 la Ploiești sub numele de Clubul Sportiv Astra-Română, in timp ce Petrolul a apărut trei ani mai târziu în capitala României, București, sub numele de Juventus, în urma unei fuziuni.  Acesta din urmă a câștigat primul său campionat de ligă în sezonul 1929–30, iar în 1952 s-a mutat la Ploiești și și-a schimbat numele în Flacăra Ploiești în consecință. A obținut încă trei titluri naționale în 1957–58, 1958–59 și 1965–66.
Rivalitatea a început abia în 1998, când Astra a promovat pentru prima dată în Liga I sub proprietatea omului de afaceri Ioan Niculae. Prima întâlnire dintr echipe a fost un meci de campionat din 8 august 1998, pe care Petrolul l-a câștigat cu 2–1 acasă. În iulie 2003, Astra Ploiești și-a schimbat numele în FC Petrolul Ploiești, Florin Bercea și Ioan Niculae devenind proprietari ai nou-formatei entități și de asemenea terenul de acasă a devenit stadionul Astra. Potrivit Federației Române de Fotbal, noua entitate a preluat marca și palmaresul Petrolului; Astra a fost refondată în 2005 ca CSM Ploiești de același Niculae după ce acesta a renunțat la acțiunile sale de la Petrolul.
În septembrie 2012, Astra s-a mutat la Giurgiu după 91 de ani în județul Prahova, dar chiar și după mutare rivalitatea a continuat între oficialii celor două cluburi, Ioan Niculae susținând la un moment dat că Petrolul nu are niciun palmares după evenimentele petrecute între 2003 și 2005. În timp ce Astra nu a atras mulțimi mari de spectatori nici în Giurgiu și nici în Ploiești, fanii Petrolului au continuat să considere derbiul lor cu Rapid București ca fiind cel mai important.
La Giurgiu, Astra a devenit o echipă proeminentă în fotbalul românesc în anii 2010, deoarece și-a câștigat primele patru trofee (un titlu național, o cupă națională și două supercupe) și s-a calificat de două ori pentru etapele grupelor UEFA Europa League. În aceeași perioadă, Petrolul a câștigat doar o Cupă României în sezonul 2012–13 și a dat faliment în 2016. Oarecum ironic, Astra a pierdut trei finale de cupă între 2017 și 2021 pe Stadionul Ilie Oană din Ploiești, terenul de acasă al fostei sale adversare locale.

## Statistici

### Rezultate cap la cap
La 3 Martie 2021.
| Competiție    | Meciuri | Petrolul câștigă | Egal | Astra câștigă | Goluri Petrolul | Goluri Astra |
| ------------- | ------- | ---------------- | ---- | ------------- | --------------- | ------------ |
| Liga I        | 18      | 6                | 7    | 5             | 20              | 19           |
| Liga a II-a   | 4       | 2                | 1    | 1             | 9               | 7            |
| Cupa României | 4       | 1                | 1    | 2             | 2               | 5            |
| Total         | 26      | 9                | 9    | 8             | 31              | 31           |

### Onoruri
| Petrolul Ploiești | Competiție         | Astra Giurgiu |               |
| Trofee majore     | Trofee majore      | Trofee majore | Trofee majore |
| ----------------- | ------------------ | ------------- | ------------- |
| 4                 | Liga I             | 1             |               |
| 3                 | Cupa României      | 1             |               |
| 0                 | Supercupa României | 2             |               |
| 7                 | Agregat            | 4             |               |
| Ligi inferioare   |                    |               |               |
| 8                 | Liga a II-a        | 1             |               |
| 1                 | Liga a III-a       | 1             |               |
| 1                 | Liga a IV-a        | 0             |               |
| 10                | Agregat            | 2             |               |
| 17                | Total agregat      | 6             |               |

## Toate meciurile
Petrolul Ploiești
  Egal
  Astra Giurgiu
| Data               | Locul de desfășurare         | Scor | Competiție    |
| ------------------ | ---------------------------- | ---- | ------------- |
| 8 august 1998      | Stadionul Ilie Oană          | 2–1  | Liga I        |
| 13 martie 1999     | Stadionul Astra              | 1–1  | Liga I        |
| 31 octombrie 1999  | Stadionul Astra              | 2-0  | Liga I        |
| 3 mai 2000         | Stadionul Ilie Oană          | 1-0  | Liga I        |
| 17 noiembrie 2000  | Stadionul Astra              | 0-0  | Liga I        |
| 9 iunie 2001       | Stadionul Ilie Oană          | 3-1  | Liga I        |
| 11 august 2001     | Stadionul Ilie Oană          | 1-0  | Liga I        |
| 16 martie 2002     | Stadionul Astra              | 2–1  | Liga I        |
| 24 septembrie 2005 | Stadionul Ilie Oană          | 4–2  | Liga a II-a   |
| 15 aprilie 2006    | Stadionul Astra              | 0-1  | Liga a II-a   |
| 24 august 2008     | Stadionul Ilie Oană          | 2-3  | Liga a II-a   |
| 8 martie 2009      | Stadionul Astra              | 2–2  | Liga a II-a   |
| 27 octombrie 2011  | Stadionul Astra              | 1-0  | Cupa României |
| 5 noiembrie 2011   | Stadionul Astra              | 1–1  | Liga I        |
| 6 mai 2012         | Stadionul Ilie Oană          | 3-1  | Liga I        |
| 10 noiembrie 2012  | Stadionul Marin Anastasovici | 1–1  | Liga I        |
| 18 mai 2013        | Stadionul Ilie Oană          | 1–1  | Liga I        |
| 25 august 2013     | Stadionul Marin Anastasovici | 1-2  | Liga I        |
| 16 martie 2014     | Stadionul Ilie Oană          | 1–1  | Liga I        |
| 26 martie 2014     | Stadionul Ilie Oană          | 0-0  | Cupa României |
| 16 aprilie 2014    | Stadionul Marin Anastasovici | 2–1  | Cupa României |
| 27 octombrie 2014  | Stadionul Marin Anastasovici | 0-0  | Liga I        |
| 30 aprilie 2015    | Stadionul Ilie Oană          | 1-2  | Liga I        |
| 30 august 2015     | Stadionul Ilie Oană          | 0-1  | Liga I        |
| 12 decembrie 2015  | Stadionul Marin Anastasovici | 3-1  | Liga I        |
| 3 martie 2021      | Stadionul Ilie Oană          | 0–3  | Cupa României |

## Jucători la ambele echipe
Unul dintre cei mai notabili fotbaliști care au jucat pentru ambele echipe este câștigătorul fotbalistului român al anului 2017, Constantin Budescu. El a adunat mai mult de 380 de meciuri în toate competițiile pentru Petrolul și Astra adunat.
| - Geraldo Alves - Mirel Bolboașă⁠(d) - Damien Boudjemaa - Constantin Budescu - Nicolae Constantin - Daniel Costescu - Marian Cristescu - Romario Moise | - Adrian Pătulea - Romário Pires⁠(d) - Takayuki Seto - Pompiliu Stoica - Filipe Teixeira - Dinu Todoran - Claudiu Tudor - Cristian Vlad |